# Kathetostoma albigutta
El miracielo sargacero (Kathetostoma albigutta) es una especie de pez actinopeterigio marino, de la familia de los uranoscópidos.
Se debe tener precaución con la espina de esta especie que tiene glándula del veneno, pues es muy venenosasa y peligrosa para los humanos.

## Morfología
Con el cuerpo característico de las especies de su familia, presenta una longitud máxima descrita de 28 cm.

## Distribución y hábitat
Se distribuye por la costa oeste del océano Atlántico, desde Carolina del Norte (Estados Unidos) hasta el golfo de México, incluyendo las islas del norte de las Antillas y del mar Caribe. Son peces marinos de aguas subtropicales, de hábitat tipo demersal que prefieren aguas costeras con un rango de profundidad entre los 40 m y los 385 m